# Родько Микола Дмитрович
Микола Дмитрович Родько (нар. 9 грудня 1921, Вознесенськ Миколаївська губернія — пом. 1981, Київ) — український радянський вчений-літературознавець.

## Біографія
Народився у сім'ї службовця. Через рік після народження батьки переселилися до Зінькова. В 1941 році закінчив Зіньківську середню школу. У 1944—1945 роках навчався на українському відділенні Одеського університету імені Мечникова, який закінчив з відзнакою. Вчителював в Одесі, Львові, на Полтавщині.
У 1956—1958 роках навчався на аспірантурі при Львівському педінституті. Після закінчення аспірантури з 1956 по 1977 рік працював у відділі літератури Інституту суспільних наук АН УРСР у Львові. У 1977—1979 роках — доцент кафедри історії літератури і журналістики факультету журналістики Київського університету імені Т. Г. Шевченка.

## Праці
Видав чотири монографії, брав участь у написанні декількох колективних робіт, опублікував більше 100 статей у наукових збірниках і журналах. Основні праці:
- Родько, М. Д. Проза Івана Микитенка. — К.: Видавництво АН УРСР, 1960. — 200 с.
- Родько, М. Д. Українська поезія перших пожовтневих років. — К.: Наукова думка, 1971. — 307 с.
- Родько, М. Д. Лірика єдності (Інтернаціональні мотиви в сучасній українській і російській поезії). — К.: Наукова думка, 1978.
- Родько, М. Д. Доби нової знак (Атеїстичні мотиви в українській радянській літературі 20-х років): літературно-критичний нарис. — К.: Радянський письменник, 1987. — 270 с.